# Winchester (film)
Winchester, ook bekend als Winchester: The House that Ghosts Built, is een Australisch-Amerikaanse horrorfilm uit 2018 gebaseerd op het waargebeurde verhaal van Sarah Winchester en de bouw van het Winchester Mystery House. De film werd slecht ontvangen en behaalde zeer negatieve recensies.

## Rolverdeling
- Helen Mirren - Sarah Winchester
- Jason Clarke - Eric Price
- Sarah Snook - Marian Marriott